# Mezeipoloska-félék
A mezeipoloska-félék (Miridae) a rovarok (Insecta) osztályának félfedelesszárnyúak (Hemiptera) rendjébe, ezen belül a poloskák (Heteroptera) alrendjébe és a vérszívópoloska-alkatúak (Cimicomorpha) alrendágába tartozó család.

## Rendszerezés
A családba több mint 1300 poloskanem tartozik; ezek a nemek az alábbi 7 alcsaládba és 25 nemzetségbe vannak összefoglalva:
- Bryocorinae Bärensprung, 1860[4][5] - 4 nemzetség
  - Bryocorini
  - Dicyphini
  - Eccritotarsini
  - Monaloniini
- Cylapinae Kirkaldy, 1903[6] - 2 nemzetség
  - Cylapini
  - Fulviini
- Deraeocorinae - 4 nemzetség
  - Clivinematini
  - Deraeocorini
  - Hyaliodini
  - Termatophylini
- Isometopinae - 2 nemzetség
  - Diphlebini
  - Isometopini
- Mirinae - 6 nemzetség
  - Herdoniini
  - Hyalopeplini
  - Mirini
  - Pithanini
  - Restheniini
  - Stenodemini
- Orthotylinae - 3 nemzetség
  - Ceratocapsini
  - Halticini
  - Orthotylini
- Phylinae Douglas & Scott, 1865[7] - 4 nemzetség
  - Hallodapini
  - Leucophoropterini
  - Phylini
  - Pilophorini

- incertae sedis (az alábbi nemek nincsenek alcsaládokba és nemzetségebe foglalva):
  - Adenostomocoris
  - Arctostaphylocoris
  - Aurantiocoris
  - Calidroides
  - Chlamyopsallus
  - Guentherocoris
  - Neopsallus
  - Pruneocoris
  - Vanduzeephylus

### Fordítás
- Ez a szócikk részben vagy egészben  a   Miridae című angol Wikipédia-szócikk ezen változatának fordításán alapul.  Az eredeti cikk szerkesztőit annak laptörténete sorolja fel. Ez a jelzés csupán a megfogalmazás eredetét és a szerzői jogokat jelzi, nem szolgál a cikkben szereplő információk forrásmegjelöléseként.